# Chaparral (Új-Mexikó)
Chaparral egy statisztikai település Doña Ana és Otero megyékben, az amerikai Új-Mexikó államban. A 2020-as népszámlálás idején a lakosság 16551 fő volt. Chaparral leginkább a texasi El Paso külvárosaként funkcionál, az itt élő lakosság nagy része a városban dolgozik. A település mellett több katonai támaszpont is van. HIvatalosan része a Las Cruces agglomerációjának része.

## Népesség
| 2010 | 14 631 |
| 2020 | 16 551 |

## Iskolák
Általános iskolák (1-4. osztály)
- Chaparral Általános Iskola
- Desert Trail Általános Iskola
- Sunrise Általános Iskola
- Yucca Heights Általános Iskola

Általános iskolák (5-8. osztály)
- Chaparral Általános Iskola

Középiskolák
- Chaparral Középiskola